# ساروهان‌لی
ساروهان‌لی (به ترکی استانبولی: Saruhanlı) شهری است در کشور ترکیه که در استان مانیسا واقع شده‌است. جمعیت این شهر بر اساس سرشماری سال ۲۰۰۸ میلادی ۱۵٬۴۲۰ نفر و بر اساس برآوردهای سال ۲۰۰۹ میلادی ۱۵٬۶۸۹ نفر می‌باشد.